# Kanic žíhaný
Kanic žíhaný (Centropristis striata), také kanic bělopruhý, je mořská ryba z řádu ostnoploutví. Žije na západě Atlantského oceánu. Patří mezi důležité ryby komerčního a rekreačního rybolovu.

## Popis
Kanic žíhaný má podlouhlé, bočně stlačené tělo. Skřelové předvíčko (praeoperculum) má na okraji jemné ozubení a je rovnoměrně zaoblené. Skřele (operculum) má tři ploché ostny. Hřbetní ploutev má deset ostnů, přičemž přední jsou větší než zadní, a jedenáct měkkých paprsků. Blány mezi ostny hřbetní ploutve jsou hluboce vroubkované. Řitní ploutev má tři ostny a sedm paprsků. Ocasní ploutev má tři laloky tvořené dlouhými a špičatými paprsky.
Zbarvení horní části těla je obvykle kouřově šedé, tmavě hnědé nebo modro-černé. Směrem ke spodní části těla se ztrácí. Uprostřed každé šupiny je světle modrá až bílá skvrna. To pak tvoří podélné pruhy podél hřbetu a boků. Hřbetní ploutev má po celé délce řadu bílých skvrn a pruhů. Po stranách může být skvrnitá nebo se zde objevují tmavé a světlé svislé pruhy. V období rozmnožování mají samci kolem očí a na zátylku jasně modrou a zelenou barvu a na hlavě hrb, což kontrastuje s bledšími a matnějšími samicemi, které jsou hnědavě nebo modrošedě zbarvené. Mláďata se vyskytují ve čtyřech barevných fázích. První je světle šedá fáze s malými tmavými skvrnami, následuje tmavá se světle bílými skvrnami, pruhovaná fáze s podélným tmavým pruhem a pruhovaná fáze se šesti svislými pruhy.
Kanic žíhaný dosahuje maximální celkové délky 66 cm, běžně se však vyskytuje v celkové délce kolem 30 cm a maximální publikovaná hmotnost je 4,1 kg. Samice se dožívají přibližně 8 let, zatímco samci až 12 let.

## Rozšíření
Kanic žíhaný se vyskytuje v západní části Atlantského oceánu od Nového Skotska na jih podél východního pobřeží Severní Ameriky až po Florida Keys a v Mexickém zálivu až po Louisianu, kde západní hranice leží západně od delty Mississippi.
Běžně se vyskytuje v mělkých vodách se skalnatým podkladem. Byl zaznamenán ale také v hlubších pobřežních vodách až 130 metrů hluboko. Většinu času tráví u dna, kde se hromadí u kamenů, vraků a uměle vytvořených struktur. Často jsou pozorováni v klidové poloze buď hlavou vzhůru a nebo hlavou dolů. Obvykle má hřbetní ploutev složenou dolů, ale na znamení agresivity vůči ostatním příslušníkům svého druhu ji zvedne a roztáhne. Mláďata zůstávají v chráněných ústích řek, kde se vyskytují v okolí člověkem vytvořených struktur a nad substráty z mušlí.
Kanic žíhaný je pomalu rostoucí ryba a pohlavní dospělosti dosahuje ve věku jednoho až tří let. Jsou to protogynní (postupní) hermafroditi, většina z nich začíná život jako samice a poté se mění na samce. Podnět k této změně není znám, ale předpokládá se, že největší samice mění pohlaví v reakci na nedostatek samců v rámci tření. To se uskutečňuje od ledna do července, přičemž menší samice produkují pouze 30 000 jiker, zatímco větší samice mohou produkovat až 500 000 jiker. Jejich jikry jsou pelagické a mají průměr 0,9–1,0 mm. Líhnou se 75 hodin po nakladení při teplotě vody 16 °C. Larvy jsou pelagické, dokud nedorostou do délky asi 13 milimetrů, kdy se přesouvají ke dnu nebo ústí řek (estuár).

## Potrava
Jedná se o dravý druh, jehož strava zahrnuje kraby, krevety, svijonožce, červy, pláštěnce, malé ryby a mlže. 

## Predátoři
Kanic žíhaný se také stává potravou řady větších ryb. Mezi predátory, kteří se jimi živí patří například ďas americký (Lophius americanus), mníkovec královský (Urophycis regia), platýsovec tmavoskvrnný (Paralichthys dentatus), mořčák pruhovaný (Morone saxatilis), lufara dravá (Pomatomus saltatrix), smuha západoatlantská (Cynoscion regalis), rejnok bodlinatý (Leucoraja erinacea), ostroun obecný (Squalus acanthias), žralok madagaskarský (Carcharhinus altimus) a žralok velrybář (Carcharhinus obscurus). 